# Johann Friedrich Böttger

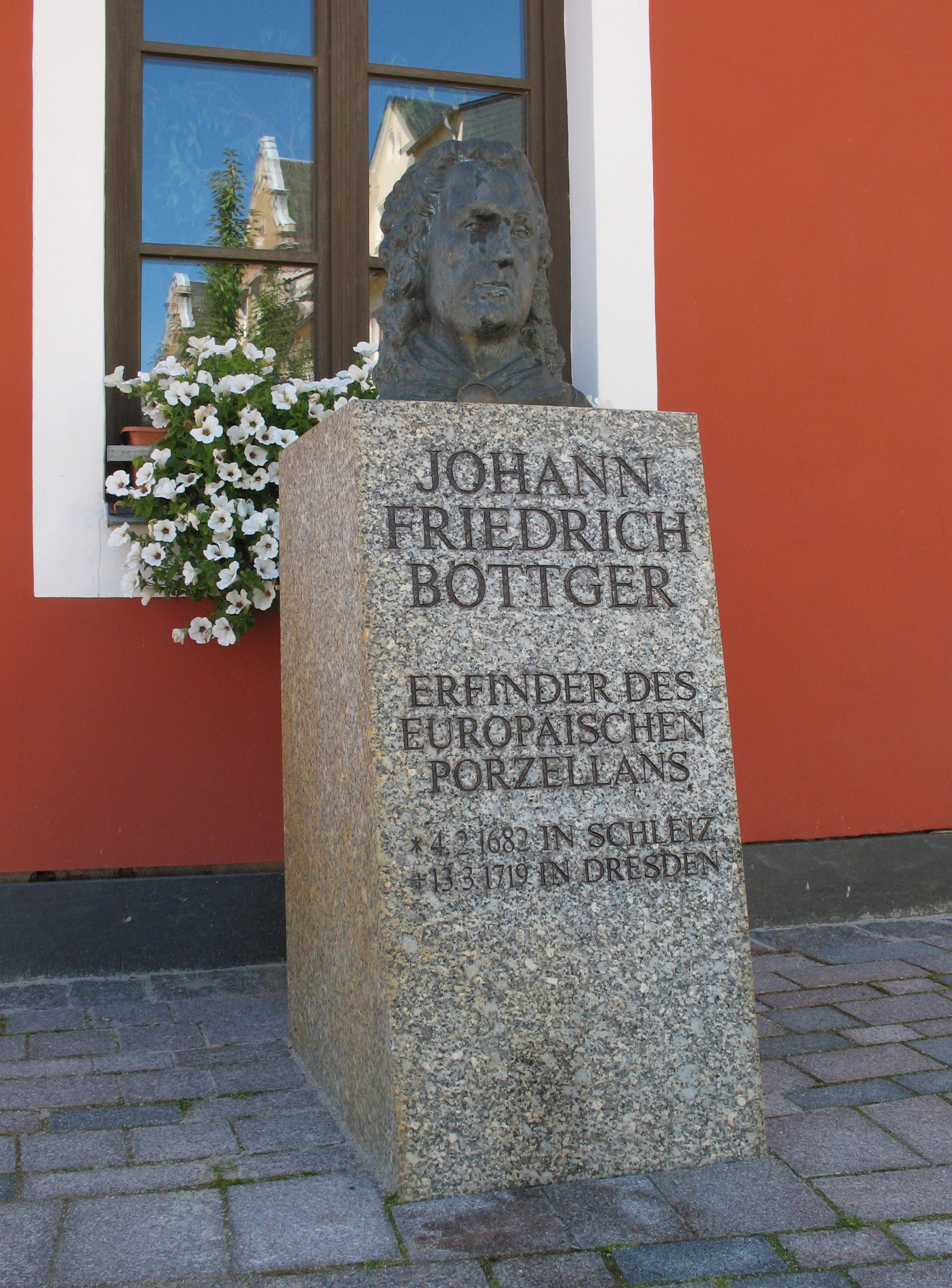
Pomnik Böttgera w Schleiz

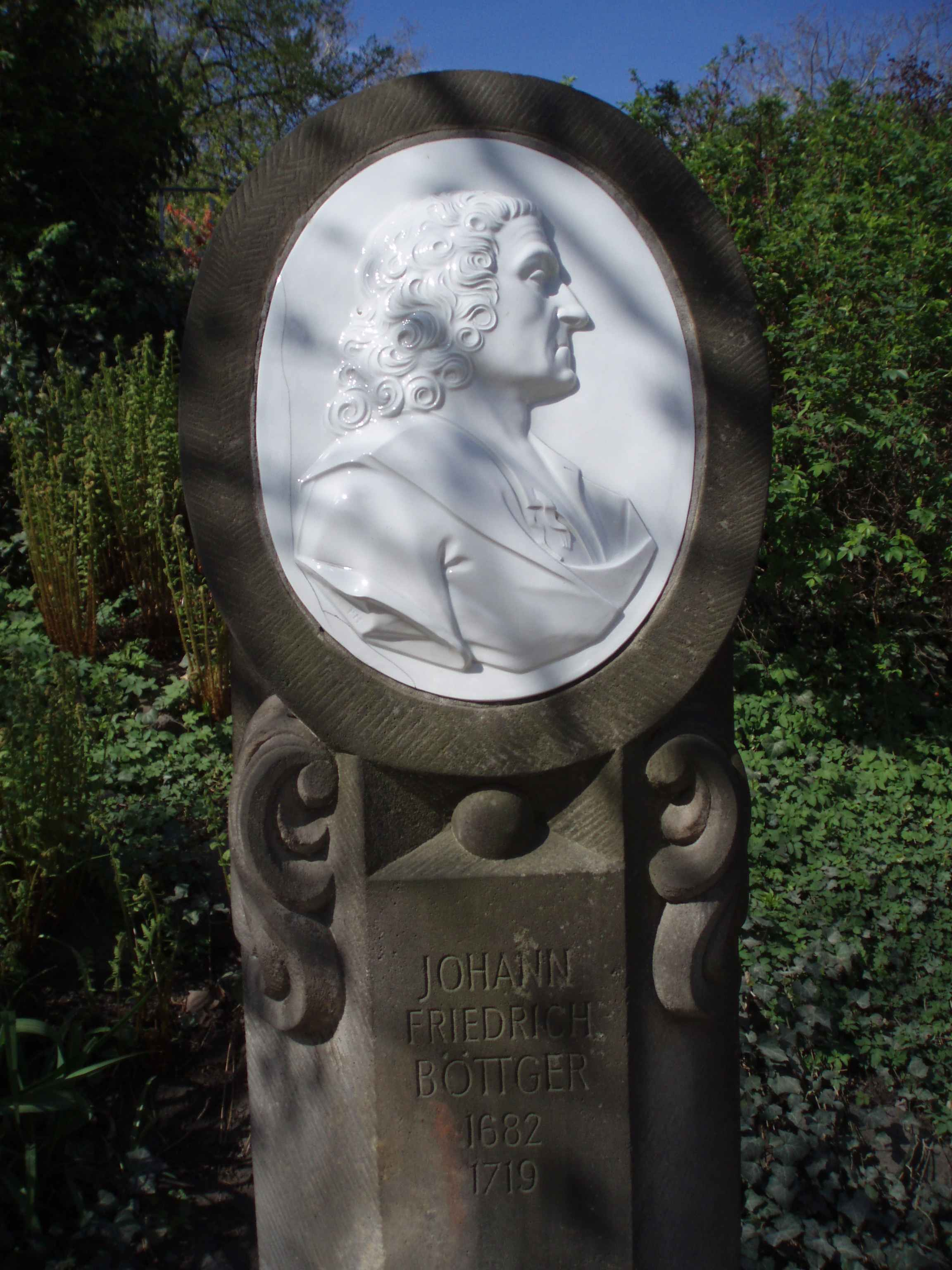
Pomnik Böttgera w Dreźnie

Johann Friedrich Böttger (ur. 4 lutego 1682 w Schleiz, zm. 13 marca 1719 w Dreźnie) – niemiecki alchemik, uznawany za twórcę europejskiej porcelany twardej.

## Życiorys
Był uczniem berlińskiego aptekarza Zorna (od 1698 roku). Pierwotnie próbował uzyskać złoto metodą transmutacji, jednak w obawie przed uwięzieniem przez króla pruskiego, uciekł do Wittenbergi w 1701 roku. Tu jednak został schwytany na rozkaz elektora saskiego i króla polskiego Augusta Mocnego, po czym przewieziony do Drezna.

Położony w pobliżu zamku „Złoty Dom”, stał się jego mieszkaniem i pracownią. W roku 1703 ponownie próbował uciec poprzez Pragę, został jednak schwytany w Enns i sprowadzony z powrotem. Próby uzyskania złota skończyły się porażką. Pod wpływem Ehrenfrieda Walthera von Tschirnhausa, który od lat interesował się ceramiką, Böttger zaangażował się w pracę w tej dziedzinie.
Próby uzyskania receptury porcelany odbywały się w laboratorium w zamku Albrechtsburg w Miśni.
 
We wrześniu 1706 roku Böttger został przewieziony ze względów bezpieczeństwa, przed zbliżającymi się Szwedami, na rok do twierdzy Konigstein, a eksperymenty zawieszono. Ponowne próby zostały podjęte w 1707 roku w laboratorium urządzonym w kazamatach starych murów fortecznych w Dreźnie, gdzie powrócił cały zespół pod nadzorem Tschinrnhausa.
15 stycznia 1708 roku powstała pierwsza nadająca się do realizacji receptura porcelany. W 1709 roku Böttger zameldował królowi o zakończeniu prac i zgłosił gotowość poddania się ocenie komisji. Na pytania komisji odpowiedział pismem Unvorgreiffliche Gedancken, gdzie zawarł swoje koncepcje ekonomiczne i poglądy artystyczne na temat formy, dekoracji oraz opinię na temat wyższości naczyń porcelanowych nad metalowymi.
23 stycznia 1710 roku król August II Mocny wydał dekret o założeniu manufaktury porcelany.  
6 czerwca 1710 roku manufaktura została założona na zamku Albrechtsburg w Miśni (Kursächsische Manufaktur), a August Mocny stał się pierwszym w Europie władcą, który posiadał wytwórnię porcelany.
Böttger w latach 1701–1714 faktycznie był królewskim jeńcem. Od 1707 roku żył na terenie twierdzy, strzeżony przez strażników i żołnierzy. W 1714 roku był już chory. Prawdopodobnie było to zatrucie metalami stapianymi w piecach w wilgotnych pomieszczeniach, bez odpowiedniej wentylacji.
Pierwotnie uważany za twórcę europejskiej porcelany, ale nowsze źródła podają, że wynalazcą porcelany był Ehrenfried Walther von Tschirnhaus, a Böttger był jego uczniem i kontynuował prace badawcze po śmierci Tschirnhausa w 1708 roku. Według innych źródeł w procesie tworzenia receptury porcelany zaangażowany był cały zespół składający się z Tschinrnhausa, Ohaina, Böttger oraz freiberskich górników i hutników.
Böttger aż do śmierci pracował w założonej przez króla manufakturze, nie mogąc opuszczać Drezna. Według innego źródła wolność odzyskał 19 lipca 1714 roku, już jako chory człowiek. 13 marca 1719 roku zmarł.

## Okres kierownictwa Böttgera w manufakturze w Miśni (lata 1710–1719)
Okres ten był czasem eksperymentów. Jako pierwsza produkowana była czerwona kamionka Böttgera, zwana protoporcelaną, lub „czerwoną porcelaną”, która nie wymagała szkliwienia. Zatrudniani specjaliści z dziedziny obróbki szkła przez szlifowanie i polerowanie uzyskiwali lśniącą powierzchnię kamionki. Późniejsze kamionki pokrywano czasem przejrzystym brązowym lub nieprzejrzystym czarnym szkliwem manganowym.
W 1711 roku zatrudniono złotnika Johanna Jakoba Irmingera, który zaadaptował formy tradycyjnych naczyń metalowych do nowego materiału. Böttger dalej eksperymentował w celu uzyskania białej porcelany. Uzyskał porcelanę o żółtawej barwie, która w mniejszej ilości niż czerwona weszła do produkcji w 1713 roku. Nie udało się także wyprodukować odpowiednich farb do porcelany. Jedyną farbą, która powstała w tym okresie była farba o barwie masy perłowej, zwana opalową. Złote i srebrne malatury pochodzą z warsztatu drezdeńskiego złotnika Georga Funcke.

## Upamiętnienie
W miejscowościach związanych z życiem Böttgera: Schleiz i Drezno znajdują się pomniki ceramika.